# Wostok (1818)
Wostok – okręt Marynarki Wojennej Imperium Rosyjskiego, który został zwodowany w 1818 roku. Był korwetą, uczestniczył w wyprawie badawczej do Antarktyki.

## Budowa
„Wostok” zbudowano z myślą o wyprawie badawczej i przyłączeniu nowych ziem do Cesarstwa Rosyjskiego. Był to trzymasztowy żaglowiec (korweta) o wyporności 900 ton, uzbrojony w 28 dział. Kadłub pokryto miedzią, ale nie został specjalnie wzmocniony przeciw naporowi lodu.

## Wyprawa do Antarktyki i na Pacyfik
4 lipca 1819 roku „Wostok” i „Mirnyj” wyruszyły z Kronsztadu w wyprawę na Ocean Południowy. „Wostokiem” dowodził Fabian Bellingshausen. Okręty przepłynęły Atlantyk i po raz pierwszy przekroczyły południowe koło polarne 15 stycznia 1820 roku. Znalazły się wtedy zaledwie około 30 km od Wybrzeża Księżniczki Marty na Antarktydzie. 28 stycznia tego roku jest uznawany, szczególnie przez Rosjan, za dzień odkrycia Antarktydy przez załogi „Wostoka” i „Mirnego”. Płynąc na wschód, walczyły z trudnymi warunkami lodowymi, nie napotykając lądu. 30 marca „Wostok” dotarł do Port Jackson w Australii. W maju okręty wyruszyły na badania wysp Pacyfiku, odkrywając bądź potwierdzając pozycję 15 wysp z archipelagu Tuamotu, po czym powróciły do Australii. 31 października wyruszyły ponownie na wody otaczające Antarktydę. W styczniu 1821 roku wyprawa odkryła Wyspę Piotra I, Wyspę Aleksandra i przepłynęła przez archipelag Szetlandów Południowych. „Wostok” i „Mirnyj” powróciły do Kronsztadu 28 sierpnia.
W 1828 roku okręt został usunięty z rejestrów floty i zdemontowany.

## Upamiętnienie
Nazwę okrętu nosi wyspa Vostok na Kiribati, odkryta przez Bellingshausena na pokładzie „Wostoku” w 1820 roku.